# タクワパー郡
座標: 北緯8度52分12秒 東経98度20分36秒 / 北緯8.87000度 東経98.34333度
タクワパー郡（タクワパーぐん）はタイ・南部の郡の一つ。

## 名称
タクワとはタミル語で「鉛」を意味する「タコラム」 (tagarum) から来ていると言われる。パーとはタイ語で森を意味する。旧称はタコーラー (ตะโกลา) でこちらは、タミル語でヒッチョウカ (தக்கொலம், Piper cubeba) を意味する「タコラム」から来ている。
日本語ではタクアパー、タクアパなど表記揺れが大きい。

## 歴史
タクワパーの中心地の西にコーカオ島と呼ばれる島があり、ここではバーントゥンと呼ばれる遺跡がありタイ人入植前にも人間が存在した。
タクワパーに関する記録は古くかからあり、『ミリンダ王の問い』にも言及がある。また、2世紀の地理学者、プトレマイオスも Chryse Chersonesus （現・マレー半島）の西岸に Takola という市場があるということに言及している。
また、13世紀、シュリーヴィジャヤ王国の時にはタコーラーの名前にも見られるようにタミル人の入植の可能性が考えられている。
その後タクワパーはナコーンシータンマラート王国の属国であったが、1982年タクワパーは県となり、モントン・プーケットに編入された。その後1931年にパンガー県に吸収された。その時タクワパーはタラートヤイ郡と呼ばれていたが、タクワパー郡へと改称された。

## 地理
タクワパー郡はアンダマン海に面する。自然が豊かであり、郡の北部にはシーパンガー国立公園、南部にはカオ・ラック＝ラムルー国立公園がある。後者の国立公園にはカオラックと呼ばれるビーチ・リゾートが含まれる。カオラックを含めスマトラ島沖地震による津波では郡内の海岸一帯で大きな被害を受けた。
交通は国道4号線が南北に延びており、北はラノーン方面に南はプーケット方面に伸びている。また国道401号線が東に延びており、スラートターニー方面と通じている。また、国道401号線から国道4090号線が南に延びており、パンガー方面に伸びている。

## 経済
郡内の経済は漁業や、牧畜などの第一次産業によって支えられている。

## 行政区分
タクワパー郡は8のタムボンに分かれ、さらにその下位に51の村（ムーバーン）がある。郡内には1つのテーサバーン（自治体）があり、テーサバーンムアン・タクワパーとしてタムボン・タクワパー全体をカバーしている。郡内は6つのタムボン行政体により行政が行われている。なおタムボン・タクワパーは前述のテーサバーンが行政を行っており、タムボン・タムトゥワは他の近隣のタムボンの行政体が行政を行っている。
| 1. タムボン・タクワパー・・・ตำบลตะกั่วป่า 2. タムボン・バーンナーイシー・・・ตำบลบางนายสี 3. タムボン・バーンサイ・・・ตำบลบางไทร 4. タムボン・バーンムワン・・・ตำบลบางม่วง 5. タムボン・タムトゥワ・・・ตำบลตำตัว 6. タムボン・コークキエン・・・ตำบลโคกเคียน 7. タムボン・クックカック・・・ตำบลคึกคัก 8. タムボン・ココーカオ・・・ตำบลเกาะคอเขา | 郡のタムボン |

## 注脚
1. ↑  冨田竹二郎編著　『タイ日大辞典』 めこん、第三版1997年10月1日、p.568 ISBN 4839601143
2. ↑  แหล่งโบราณคดีเกาะคอเขา - http://www.phangngacity.com/
3. ↑  Milinda Pañha, VI, 211
4. ↑  Gerini, Colonel G.E.; "Historical Retrospect of Junkceylon Isaland", Old Phuket, Bangkok; The Siam Society, 1986, pp.22-23 ISBN 9748298078
5. ↑  Arokiaswamy, Celine W.M. (2000). Tamil Influences in Malaysia, Indonesia, and the Philippines, p. 46.
6. ↑  “พระบรมราชโองการ ประกาศ ยุบรวมท้องที่บางมณฑลและบางจังหวัด” (Thai). ราชกิจจานุเบกษา 48 (0 ก):  576. (ก.พ. 21 2475).
7. ↑  “ประกาศกระทรวงมหาดไทย เรื่อง เปลี่ยนนามอำภอตลาดใหญ่ เป็นอำเภอตะกั่วป่า” (Thai). ราชกิจจานุเบกษา 49 (0 ง):  576. (พ.ค. 1 2475).